# 9-й гусарський полк (Австро-Угорщина)
9-ий гусарський полк — полк цісарсько-королівської кавалерії Австро-Угорщини.
Повна назва: K.u.k. Husaren-Regiment «Graf Nádasdy» Nr. 9 

Дата утворення — 1688 рік.

Почесний шеф — Франц Леополь фон Надашдь, австрійський фельдмаршал.

## Склад полку

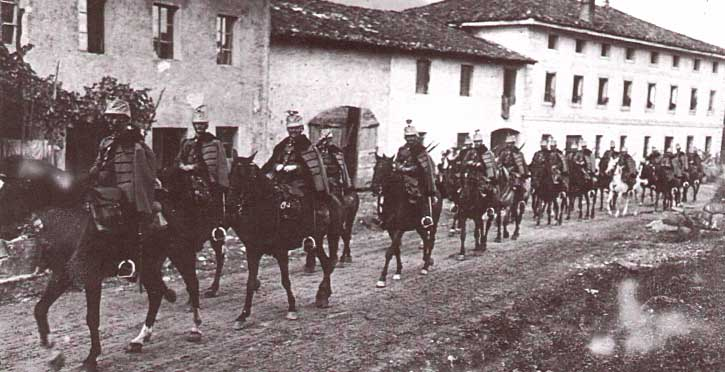
Гусари під час Першої світової війни

Набір рекрутів — з 1889 року Прессбург (Братислава).
Національний склад полку (липень 1914) — 81 % угорців та 19 % інших.
Мови полку (1914) — угорська.

## Інформація про дислокацію

### Перша світова
- 1914 рік — штаб і 5-й ескадрон — Сремська Митровиця; 1-й і 3-й ескадрони — Рума (тепер Сербія); 4-й ескадрон — Інджія, 6-й ескадрон — Земун; 2-й — Бієліна. Всі ці міста — на території сучасних Сербії та Боснії і Герцоговини.[4] .
.
- 1914 — входить до складу V корпусу, 10 кавалерійська дивізія, 8 Бригада кавалерії

У безпосередньому підпорядкуванні штабу 1-ї армії:
10. дивізія кавалерії (Будапешт) — фельдмаршал-лейтенант Віктор Майр
```
9. полк гусарів (Будапешт – 1688) – склад на 81% угорці
```

## Командири полку
- 1859: Вільгельм Базеллі фон Зюссенберг[5]
- 1865: Ніколас Пеячевіч фон Верйонце[6]
- 1879: Александр Цвейч де Потішйе[7]
- 1908: Хайнріх фон Енрікес[8]
- 1914: Алексадр Хаас[9]